# KNVB-Pokal 1980/81
Der KNVB-Pokal 1980/81 war die 63. Auflage des niederländischen Fußball-Pokalwettbewerbs. Er begann am 6. September 1980 mit der ersten Runde, an der nur Amateurmannschaften und Vereine der Eerste Divisie teilnahmen. Ab der zweiten Runde kamen die Mannschaften der Eredivisie hinzu.
Pokalsieger wurde AZ '67 Alkmaar. Das Team setzte sich im Finale gegen Ajax Amsterdam durch. Da AZ auch nationaler Meister wurde, nahm der unterlegene Finalist am Europapokal der Pokalsieger teil.

## Modus
Bis zur 3. Runde und im Finale wurden die Begegnungen in einem Spiel entschieden. Das Viertel- und Halbfinale wurden in Hin- und Rückspiel ausgetragen. Bei Torgleichheit nach zwei Spielen wurde die Auswärtstorregel angewandt.

## 1. Runde
Die erste Runde fand am 6. und 7. September 1980 mit neun Vereinen aus dem Amateurbereich und den 19 Vertretern der Eerste Divisie statt.
| Datum      |                    | Ergebnis              |                        |
| ---------- | ------------------ | --------------------- | ---------------------- |
| 06.09.1980 | FC Amsterdam       | 8:1                   | VV Arnemuiden          |
| 06.09.1980 | FC Den Bosch ʼ67   | 3:0                   | VV Rheden              |
| 06.09.1980 | DETO Twenterand    | 2:5                   | DS '79                 |
| 06.09.1980 | Fortuna Sittard    | 2:0 n. V.             | SC Cambuur             |
| 06.09.1980 | SC Heerenveen      | 3:2                   | ACV Assen              |
| 06.09.1980 | SC Veendam         | 2:0                   | Helmond Sport          |
| 06.09.1980 | FC Volendam        | 3:1                   | VV Noordwijk           |
| 07.09.1980 | VV Caesar Beek     | 2:5 n. V.             | SC Amersfoort          |
| 07.09.1980 | BV De Graafschap   | 2:3                   | SC Telstar 1963        |
| 07.09.1980 | HFC Haarlem        | 3:0                   | Vitesse Arnheim        |
| 07.09.1980 | ROHDA Raalte       | 1:1 n. V. (5:3 i. E.) | VV Eindhoven           |
| 07.09.1980 | SVV Schiedam       | 5:1                   | VV DESK                |
| 07.09.1980 | FC Vlaardingen '74 | 4:2                   | RFC Xerxes             |
| 07.09.1980 | VVV-Venlo          | 4:2 n. V.             | SC Heracles Almelo '74 |

## 2. Runde
Die zweite Runde fand vom 15. und 16. November 1980 statt. In dieser Runde stiegen die 18 Mannschaften der Eredivisie in den Wettbewerb ein.
| Datum      |                          | Ergebnis              |                    |
| ---------- | ------------------------ | --------------------- | ------------------ |
| 15.11.1980 | AZ '67 Alkmaar           | 4:1                   | SC Heerenveen      |
| 15.11.1980 | FC Den Bosch ʼ67         | 2:4                   | FC Utrecht         |
| 15.11.1980 | Go Ahead Eagles Deventer | 9:3                   | ROHDA Raalte       |
| 15.11.1980 | MVV Maastricht           | 3:0                   | FC Amsterdam       |
| 16.11.1980 | Ajax Amsterdam           | 3:0                   | SVV Schiedam       |
| 16.11.1980 | SC Amersfoort            | 2:2 n. V. (2:4 i. E.) | VVV-Venlo          |
| 16.11.1980 | DS '79                   | 0:1                   | PSV Eindhoven      |
| 16.11.1980 | Excelsior Rotterdam      | 2:2 n. V. (4:5 i. E.) | FC Vlaardingen '74 |
| 16.11.1980 | Feyenoord Rotterdam      | 5:1                   | SC Veendam         |
| 16.11.1980 | Fortuna Sittard          | 1:2                   | Roda JC Kerkrade   |
| 16.11.1980 | HFC Haarlem              | 2:2 n. V. (4:2 i. E.) | NAC Breda          |
| 16.11.1980 | NEC Nijmegen             | 0:1                   | FC Groningen       |
| 16.11.1980 | Sparta Rotterdam         | 2:2 n. V. (3:4 i. E.) | PEC Zwolle         |
| 16.11.1980 | SC Telstar 1963          | 2:2 n. V. (4:5 i. E.) | Willem II Tilburg  |
| 16.11.1980 | FC Twente Enschede       | 1:0                   | FC Volendam        |
| 16.11.1980 | FC Wageningen            | 4:1                   | FC Den Haag        |

## 3. Runde
| Datum      |                          | Ergebnis              |                    |
| ---------- | ------------------------ | --------------------- | ------------------ |
| 24.01.1981 | AZ '67 Alkmaar           | 5:1                   | FC Vlaardingen '74 |
| 24.01.1981 | Go Ahead Eagles Deventer | 3:1                   | MVV Maastricht     |
| 24.01.1981 | PSV Eindhoven            | 4:0                   | Roda JC Kerkrade   |
| 25.01.1981 | Ajax Amsterdam           | 5:1                   | FC Twente Enschede |
| 25.01.1981 | Feyenoord Rotterdam      | 3:3 n. V. (4:5 i. E.) | HFC Haarlem        |
| 25.01.1981 | FC Groningen             | 3:2                   | VVV-Venlo          |
| 25.01.1981 | Willem II Tilburg        | 2:1                   | FC Utrecht         |
| 25.01.1981 | FC Wageningen            | 0:3                   | PEC Zwolle         |

## Viertelfinale
| Datum             |                          | Gesamt |                | Hinspiel | Rückspiel |
| ----------------- | ------------------------ | ------ | -------------- | -------- | --------- |
| 25.02./11.03.1981 | Willem II Tilburg        | 0:3    | PSV Eindhoven  | 0:1      | 0:2       |
| 25.02./18.03.1981 | Ajax Amsterdam           | 4:1    | FC Groningen   | 3:0      | 1:1       |
| 25.02./21.03.1981 | Go Ahead Eagles Deventer | 3:2    | PEC Zwolle     | 1:1      | 2:1 n. V. |
| 25.02./01.04.1981 | HFC Haarlem              | 2:4    | AZ '67 Alkmaar | 1:1      | 1:3       |

## Halbfinale
| Datum             |                          | Gesamt |                | Hinspiel | Rückspiel |
| ----------------- | ------------------------ | ------ | -------------- | -------- | --------- |
| 15.04./05.05.1981 | PSV Eindhoven            | 3:4    | Ajax Amsterdam | 2:2      | 1:2       |
| 15.04./12.05.1981 | Go Ahead Eagles Deventer | 3:8    | AZ '67 Alkmaar | 2:2      | 1:6       |

## Finale
| Ajax Amsterdam                             | Ajax Amsterdam | AZ '67 Alkmaar | AZ '67 Alkmaar |
| ------------------------------------------ | --- | --- | -------------- |
| Ajax Amsterdam                             | \| 29. Mai 1981 in Amsterdam (Olympiastadion) \| \| Ergebnis: 1:3 (0:1) \| \| Zuschauer: 36.000 \| \| Schiedsrichter: Gerard Geurds \| \| Spielbericht \|                                                                                  | \| 29. Mai 1981 in Amsterdam (Olympiastadion) \| \| Ergebnis: 1:3 (0:1) \| \| Zuschauer: 36.000 \| \| Schiedsrichter: Gerard Geurds \| \| Spielbericht \|                                                   | AZ '67 Alkmaar |
| Ajax Amsterdam                             | Piet Schrijvers – Kees Zwamborn (46. Jan Weggelaar), Wim Jansen, Sten Ziegler – Frank Rijkaard, Frank Arnesen , Henning Jensen (46. Gerald Vanenburg), Søren Lerby – Tscheu La Ling, Wim Kieft, Martin Wiggemansen Cheftrainer: Aad de Mos | Eddy Treijtel – Hans Reijnders, John Metgod, Ronald Spelbos, Richard van der Meer – Peter Arntz, Jan Peters , Jos Jonker, Kristen Nygaard – Kees Kist, Pier Tol Cheftrainer: Georg Keßler ( BR Deutschland) | AZ '67 Alkmaar |
| Ajax Amsterdam                             | 1:1 Gerald Vanenburg (52.) | 0:1 Pier Tol (23.) 1:2 Ronald Spelbos (58.) 1:3 Kristen Nygaard (73.) | AZ '67 Alkmaar |
| 29. Mai 1981 in Amsterdam (Olympiastadion) | | |                |
| Ergebnis: 1:3 (0:1)                        | | |                |
| Zuschauer: 36.000                          | | |                |
| Schiedsrichter: Gerard Geurds              | | |                |
| Spielbericht                               | | |                |